# Sisseln
Sisseln (toponimo tedesco) è un comune svizzero di 1 585 abitanti del Canton Argovia, nel distretto di Laufenburg.

## Storia
Il comune di Sisseln è stato istituito nel 1806 per scorporo da quello di Eiken.

## Monumenti e luoghi d'interesse

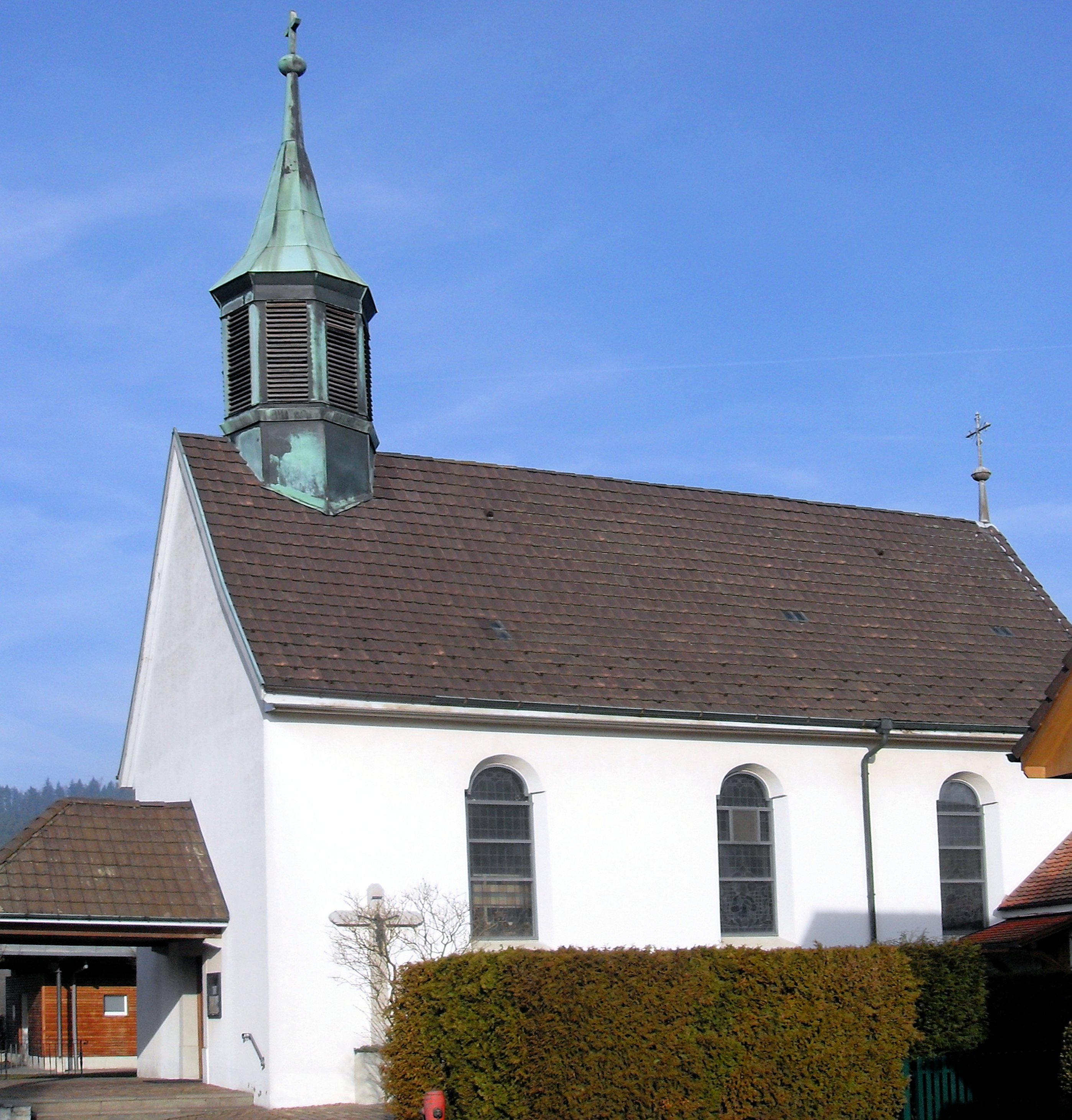
La cappella cattolica di San Fridolino

- Cappella cattolica di San Fridolino, eretta nel 1823[1].

## Società

### Evoluzione demografica
L'evoluzione demografica è riportata nella seguente tabella:
Abitanti censiti

## Infrastrutture e trasporti
Sisseln è servito dall'omonima stazione sulla ferrovia Stein am Rhein-Koblenz.

## Amministrazione
Ogni famiglia originaria del luogo fa parte del cosiddetto comune patriziale e ha la responsabilità della manutenzione di ogni bene ricadente all'interno dei confini del comune.